# ماکاجگیری
ماکاجگیری
شهر ماکاجگیری (به انگلیسی: Malkajgiri) با جمعیت ۲۶۳٫۰۳۵ نفر در ایالت آندرا پرادش در کشور هند واقع شده‌است.